# Alireza Shapour Shahbazi
Pour les articles homonymes, voir Shahbazi.
Alireza Shapour Shahbazi (en persan: علیرضا شاپور شهبازی ), né le 4 septembre 1942 à Chiraz et mort le 15 juillet 2006 à Walla Walla aux États-Unis, est un universitaire, archéologue et historien iranien spécialisé dans l'histoire préislamique du monde iranien et surtout de l'Empire achéménide. Il est l'auteur en anglais de nombreux articles pour Encyclopædia Iranica.